# フェルミ年齢
フェルミ年齢（フェルミねんれい、英: Fermi age）とは、中性子が空間内に存在する原子核と散乱を繰り返しながらエネルギーを失う過程において、その散乱の始まりから終わりまでに空間内を拡散移動した距離の2乗平均値の1/6を指す（点中性子源の場合）。フェルミ年齢の2乗根は、減速距離と呼ばれる。主に、原子力工学分野（特に原子炉理論）で使用される。